# Maximkerk
De Kerk van Maxim de Belijder (Russisch: Максимовская церковь) is een Russisch orthodoxe kerk in het centrum van Moskou. De kerk is gelegen aan de Oelitsa Varvarka in de historische wijk Kitajgorod.

## Geschiedenis
De kerk is gewijd aan Maxim, een populaire heilige dwaas die zich in de buurt van Varvarka ophield en stierf in 1434. Deze heilige werd bijgezet in de iets ten zuiden van de huidige Maximkerk gelegen Boris en Glebkerk. Na zijn bijzetting nam de verering van zijn relieken een grote vlucht door de vele wonderen die de heilige werden toegeschreven. Nadat de houten Boris en Glebkerk door een brand werd getroffen, bouwde men in 1568 een stenen kerk. Dit keer werd de kerk gewijd aan de heilige Maxim. De huidige kerk dateert echter uit de periode 1698-1699 en werd in opdracht van twee rijke kooplieden gebouwd. De kleine, twee verdiepingen tellende, toren in empirestijl werd pas in de jaren 1827-1829 opgetrokken.

## Sovjet-periode
Na de oktoberrevolutie werd de kerk in 1929 door de atheïstische overheid gesloten voor de eredienst. In het kader van Stalins grote reconstructieplannen van Moskou was het de bedoeling in het gebied een enorm kantoorgebouw met een ruim plein te bouwen, waarvoor de hele buurt gesloopt zou worden en de noordelijke gevelwand de Oelitsa Vavarka zou bestrijken. Daarbij zouden slechts enkele, meest waardevolle gebouwen verplaatst worden naar een openluchtmuseum in Kolomna. Voor de Maximkerk gold dat het gebouw op de nominatie stond gesloopt te worden. Veel gebouwen in de buurt waren al afgebroken, waaronder de Nicolaaskerk in Zarjadje. De dood van Jozef Stalin werd de redding van de Maximkerk en verhinderde de volledige uitvoering van het plan. In de jaren 60 kwam werd op het bouwterrein het kolossale en inmiddels weer afgebroken hotel "Rusland" gebouwd. Herstelwerk aan de kerk begon in 1965 waarbij de koepels en kruisen teruggeplaatst werden.

## Heropening
Hervatting van de Goddelijke liturgie vond plaats in 1994.